# Чаша из черепа

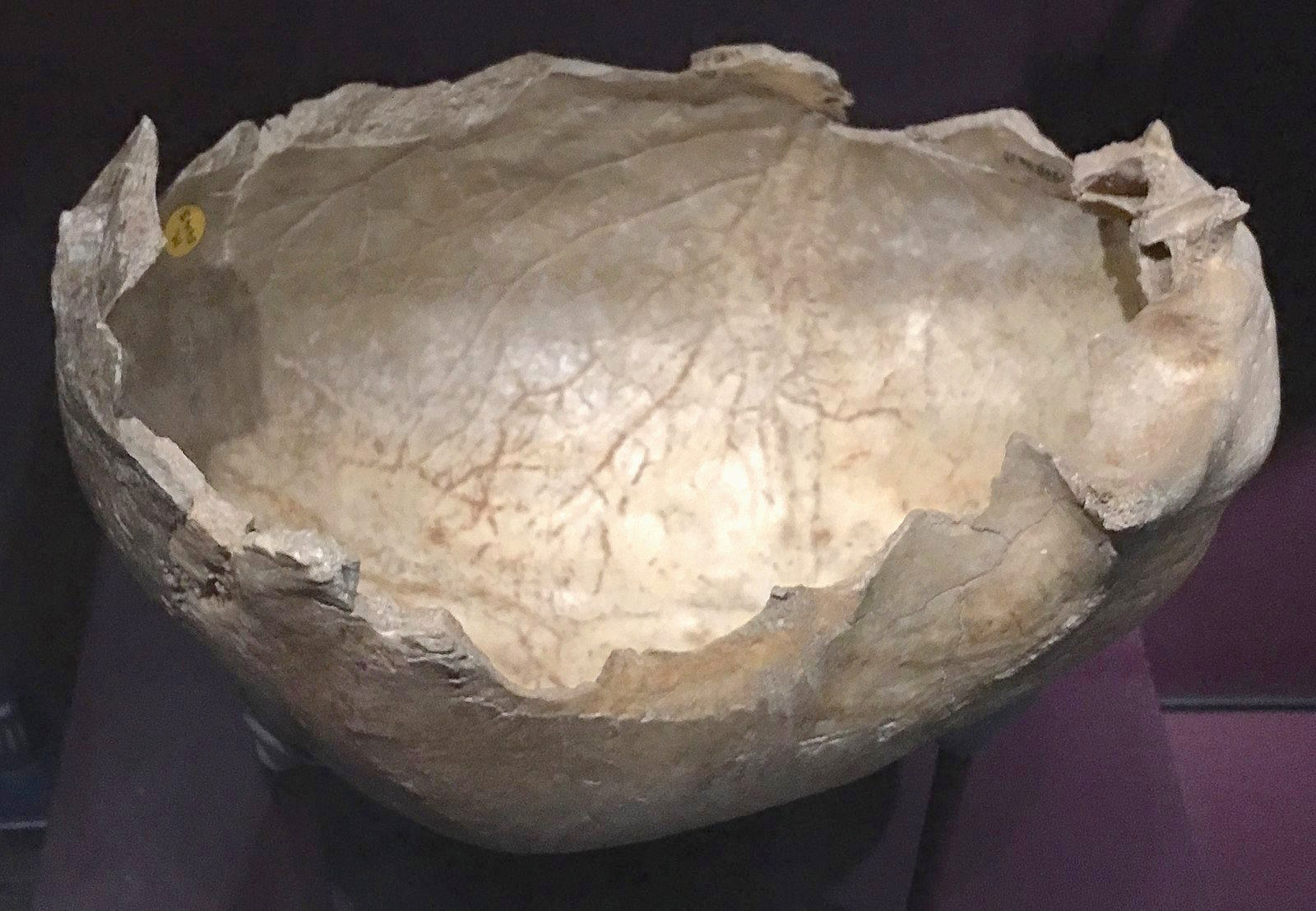
Чаша-череп из пещеры Гофа

Чаша из черепа, чаша-череп — посуда для питья или еды, сделанная из свода человеческого черепа. Использование черепов в качестве ритуальных кубков или трофеев известно на протяжении всей истории у разных народов, на Западе эта традиция чаще всего ассоциируется с кочевниками евразийской степи.
Старейшая чаша-череп прямо датирована 14700 годом до настоящего времени (12750 год до н. э.) и происходит из пещеры Гофа, Сомерсет, Англия. Чаши-черепа отличаются от обычных остатков черепа наличием следов от порезов при удалении плоти и следов обработки для получения ровного края.

## Азия
Старейшие упоминания о чашах из черепа в китайских летописях относятся к концу периода Вёсен и Осеней, когда победители битвы под Цзиньяном в 453 году до н. э. сделали винный кубок из черепа врага.
Позже «Исторические записки» сообщают об этой практике у древних хунну на территории современной Монголии. Лаошан, сын вождя хунну Модэ, убил царя юэчжи около 162 г. до н. э. и в соответствии с традицией сделал из его черепа кубок. В биографии дипломата Чжана Цяня, описанной в «Ханьшу», упоминается, что этот кубок использовали при заключения хунну договора с двумя ханьскими послами во время правления императора Юань-ди (49-33 до н. э.). Для скрепления соглашения китайские послы вместе с вождями выпили кровь из чаши-черепа.
В 1510 году Шах Исмаил I разгромил и убил Мухаммеда Шейбани, основателя Шейбанидского государства на территории современного Узбекистана. Шах приказал расчленить тело Шейбани и отправить части по регионам государства для демонстрации, из черепа сделали кубок, покрытый золотом и украшенный драгоценными камнями.
В Японии знаменитый военачальник Ода Нобунага в начале 1570-х предпринял ряд походов против кланов Адзаи и Асакуры. После побед при осаде замков Одани и Итидзёдани в 1573 году он взял с собой головы Адзаи Нагамасы, его отца Хисамасы и Асакуры Ёсикагэ, чтобы выставить их на обозрение, а затем из них были изготовлены чаши для саке. В отличие от глубоких чаш в других культурах, японские черепа-чаши мелкие и похожи на блюдца. Они вырезаются из верхушки черепа, полируются и покрываются сусальным золотом. Готовые чаши устанавливают в отверстие черепа, из которого их вырезали, вогнутой стороной вверх. Нобунага показывал черепа своим вассалам и пил саке из чаш, чтобы показать судьбу тех, кто идёт против него или предаёт. Все три черепа, вероятно, были утеряны после разрушения замка Адзути в 1582 году.
В Индии и Тибете чаши из черепа известны под названием капала, и используются в буддийских тантрических и индуистских тантрических ритуалах. У них череп не принадлежит врагу, вообще, личность владельца черепа не имеет значения, так как ритуальная чистота смерти освобождает человеческую душу от её телесной формы. Индуистские божества, такие как Кали, иногда изображаются держащими капалу полную человеческой крови. Сохранилось много резных и искусно отделанных драгоценными металлами и камнями капал, в основном в Тибете.
В Юго-Восточной Азии даяки были известны изготовлением из черепов искусно высеченных чаш.

## Америка
В доколумбовой Южной Америке у некоторых индейских племён был засвидетельствован обычай пить из черепов врагов, считалось, что таким образом пьющий впитает достоинства врага.

## Африка
Народы фанг из Габона и некоторые племена Камеруна предавались ритуальным возлияниям из чаш-черепов.
Король Нсангу пил из черепа своего врага, короля Нге Нкена. Чаша хранилась в королевской сокровищнице Фумбана и была установлена на подставке, а также увенчана полой антропоморфной статуэткой, образующей горлышко.

## Европа

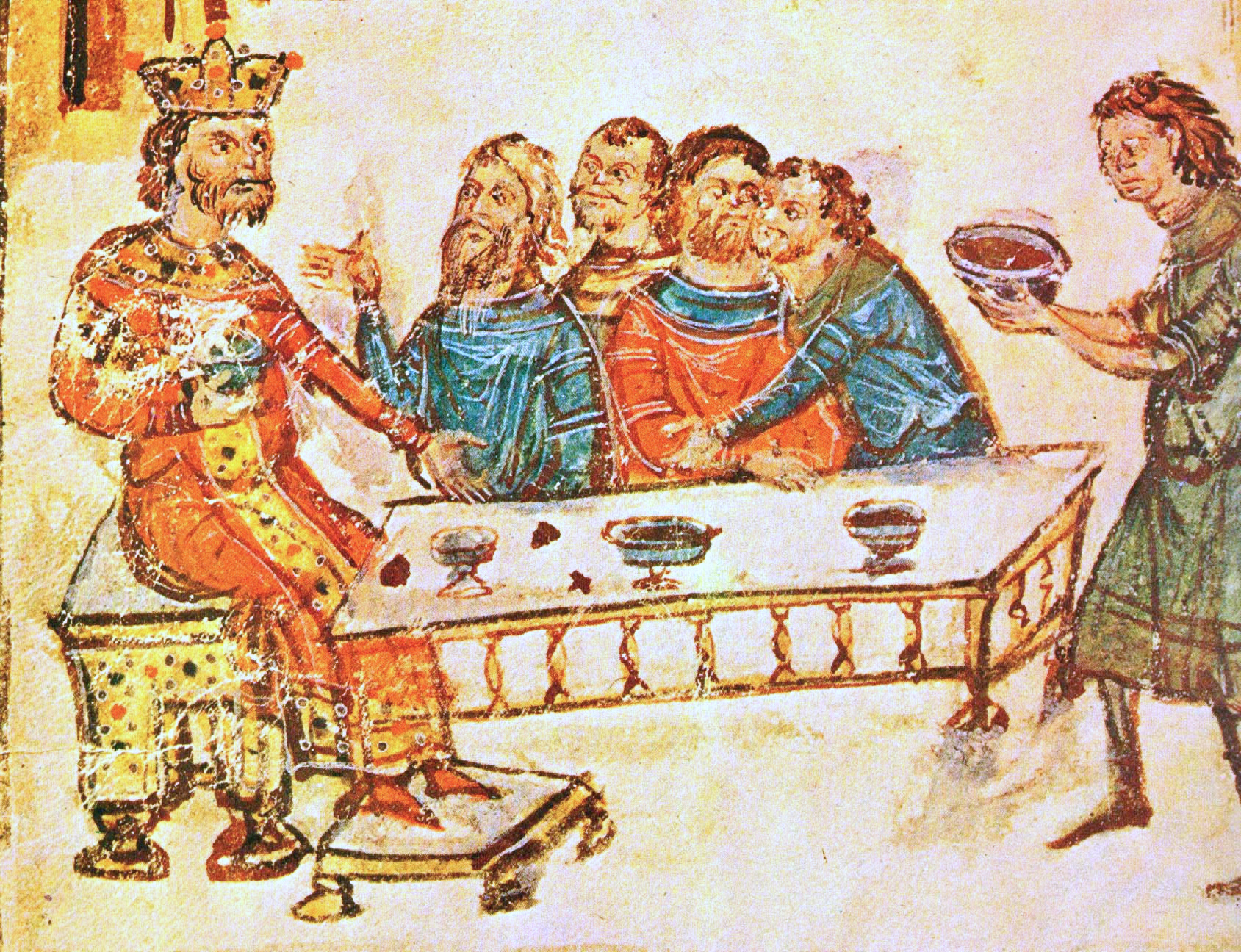
Пир болгарского хана Крума Грозного. Слуга (справа) приносит наполненный вином кубок из черепа императора Никифора.

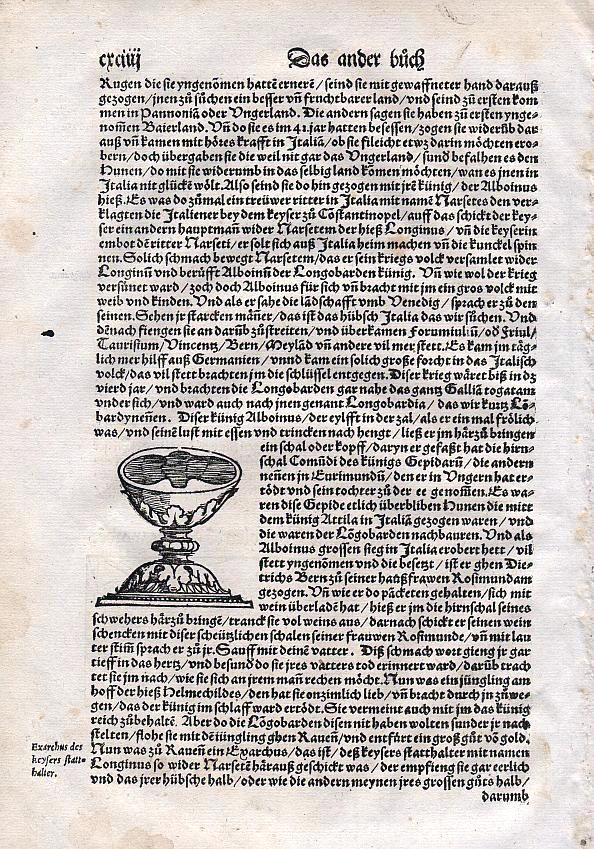
«Космография» Себастьяна Мюнстера (Базель, 1550), стр. 193 повествует о лангобардах, на рисунке — кубок из черепа

Древние человеческие останки эпохи позднего палеолита, найденные в пещеры Гофа в Англии, доказывают, что мадленцы использовали чаши из человеческих черепов . По мнению некоторых исследователей, эта практика могла быть частью своего рода похоронной церемонии, в которой живые присваивают тело умершего, съедая его и выпивая из его черепа.
В Истории Геродота и Географии Страбона о скифах сказано, что те убивали своих врагов и делали из их черепов кубки
65. Таковы военные обычаи скифов. С головами же врагов (но не всех, а только самых лютых) они поступают так. Сначала отпиливают черепа до бровей и вычищают. Бедняк обтягивает череп только снаружи сыромятной воловьей кожей и в таком виде пользуется им. Богатые же люди сперва обтягивают череп снаружи сыромятной кожей, а затем еще покрывают внутри позолотой и употребляют вместо чаши. Так скифы поступают даже с черепами своих родственников (если поссорятся с ними и когда перед судом царя один одержит верх над другим). При посещении уважаемых гостей хозяин выставляет такие черепа и напоминает гостям, что эти родственники были его врагами и что он их одолел. Такой поступок у скифов считается доблестным деянием.
Эдуар Шаванн, цитируя Тита Ливия, описывает церемониальное использование чаш-черепов у кельтского племени бойев в Европе в 216 году до нашей эры.
Павел Диакон в «Истории лангобардов» описывал, как лангобардский король Альбоин в 567 году разгромил заклятых врагов своего народа, гепидов, убил их короля Кунимуда и сделал из его черепа кубок, а его дочь Розамунду взял в жены. Однажды на пиру он требует, чтобы Розамунда пила из этого кубка.
Хан Первого Болгарского царства Крум Грозный, как сообщают Феофан Исповедник, Иоанн Зонар, Манассиева летопись и другие источники, сделал украшенную драгоценными камнями чашу из черепа византийского императора Никифора I (811 год), которого убил в битве в Вырбишском ущелье.
Согласно «Повести временных лет», в 972 году печенежский хан Куря сделал чашу из черепа попавшего в засаду киевского и новгородского князя Святослава Игоревича. Хан с женой пили из чаши, веря, что силы и мужество князя перейдут к ним и их будущему сыну.
Георгий Акрополит пишет, что болгарский царь Калоян (ок. 1205) изготовил кубок из черепа императора Латинской империи Балдуина I Фландрийского.
Гвиберт Ножанский сообщает в своей истории крестовых походов, что кубок также был сделан из черепа казнённого турками в 1108 году Жерве де Базоша.
По свидетельству монаха-путешественника Юлиана Венгерского, мордва в XIII веке все ещё сохраняла обычай изготовления кубков из черепов врагов.
По легенде, в 1718 году пират Чёрная Борода был убит и обезглавлен, из его черепа был сделан кубок.
В XIX веке английский поэт лорд Байрон использовал для питья череп, найденный его садовником в Ньюстедском аббатстве. По словам лорда Байрона,
Садовник, копая в саду, наткнулся на череп, который, вероятно, принадлежал какому-нибудь веселому монаху или брату из аббатства, примерно в те времена, когда его распустили. Он был огромных размеров, в идеальной сохранности, и меня охватила странная фантазия сделать из черепа кубок. Я отправил его в город, и позже он вернулся ко мне отлично отполированным, крапчатого цвета, как панцирь черепахи.
Байрон даже написал мрачное, остроумное стихотворение о питии «Надпись на чаше из черепа». Как Байрон вспоминал Томасу Медвину, члены Ордена черепа, который Байрон основал в Ньюстеде, «подражая древним готам», передавали по кругу наполненный кларетом кубок из черепа, и «много мрачных шуток было отпущено на его счёт».
В конце XIX века в Уэльсе череп святого Тейло использовался как потир для питья воды из посвященного ему фонтана во время ритуалов исцеления.

## В мифологии
В «Эдде», в «Песне о нибелунгах» и в «Лебединой песне Рагнара Лодброка» герои пьют пиво из черепов своих врагов.